# Komîși, Ohtîrka
Komîși (în ucraineană Комиші) este localitatea de reședință a comunei Komîși din raionul Ohtîrka, regiunea Sumî, Ucraina.

## Demografie
Componența lingvistică a localității Komîși
     Ucraineană (98,04%)
     Rusă (1,88%)
Conform recensământului din 2001, majoritatea populației localității Komîși era vorbitoare de ucraineană (98,04%), existând în minoritate și vorbitori de rusă (1,88%).